# Sigma 6
Sigma 6 var en brittisk musikgrupp som startades 1964 av Roger Waters under studietiden i London. Roger Waters startade sedan 1965 med några andra gruppen Pink Floyd.